# Oddbods
Oddbods este un desen animat scurt de 5 minute care se difuzează în timpul reclamelor pe Boomerang. Este singurul desen animat de origine asiatică din grila de seriale Boomerang. Este creat în China și în Japonia.

## Personaje
Personajele nu se potrivesc dacă ar fi la un loc, dar au fiecare rolurile lor. De exemplu:
- Fuse - el este cel roșu. Este foarte nervos din când în când. Pe cap are trei cucuie.
- Slick - el este cel portocaliu. Este foarte șmecher și cam prostuț uneori. Pe cap are două antene.
- Bubbles - el este cel galben. El este foarte curajoas, dar din când în când are probleme. Pe cap are patru forme circulare curbă.
- Zee - el este cel verde. El este cel somnoros, îi place să mănânce, să lase bale, și este gras dar nu prea este vioi. El pe cap are două antene de fluture.
- Pogo - el este cel albastru. Este foarte năzdrăvan și băgăreț uneori. El pe cap are două coarne drepte.
- Newt - ea este cea roz. Este simpatică și foarte norocoasă/ghinionistă din când în când. Ea pe cap ea un arc răsucit.
- Jeff - el este cel purpuriu. Este cel mai deștept și responsabil, dar și pretențios... uneori greșește cu câte ceva. El pe cap are o antenă.

## Premii
- Best 3D animation at Television Asia Plus 2014[1]
- Asia Image Apollo Awards 2014[1]

## Legături externe
- Site oficial